# 蔡霖 (武进士)
蔡霖（？—？），顺天府宝坻县人，明朝正德三年戊辰科武榜眼，弘治九年十二月，袭职金吾右卫都指挥使。父亲为蔡英，母亲为尚氏。